# Ierápetra
Ierápetra o Yerápetra (en griego Ιεράπετρα, lit. «piedra sacra») es una pequeña ciudad de la isla de Creta, Grecia, la más meridional de Europa. Contaba con 16.139 habitantes 2011 (23.708 en la unidad municipal), lo que la convierte en la mayor ciudad de la Unidad periférica de Lasithi. 
Económicamente, destacan el turismo costero y la agricultura, especialmente los invernaderos. Cuenta con buenas playas, como las de Ágia Fotiá y Férma. En sus cercanías se encuentran además la garganta de Ja y el bosque de Selákano, el mayor de la isla de Creta. Ante Ierápetra se halla una pequeña isla, Khrysí, que posee arenas blancas, aguas cristalinas y un pequeño bosque de cedros.

## Historia

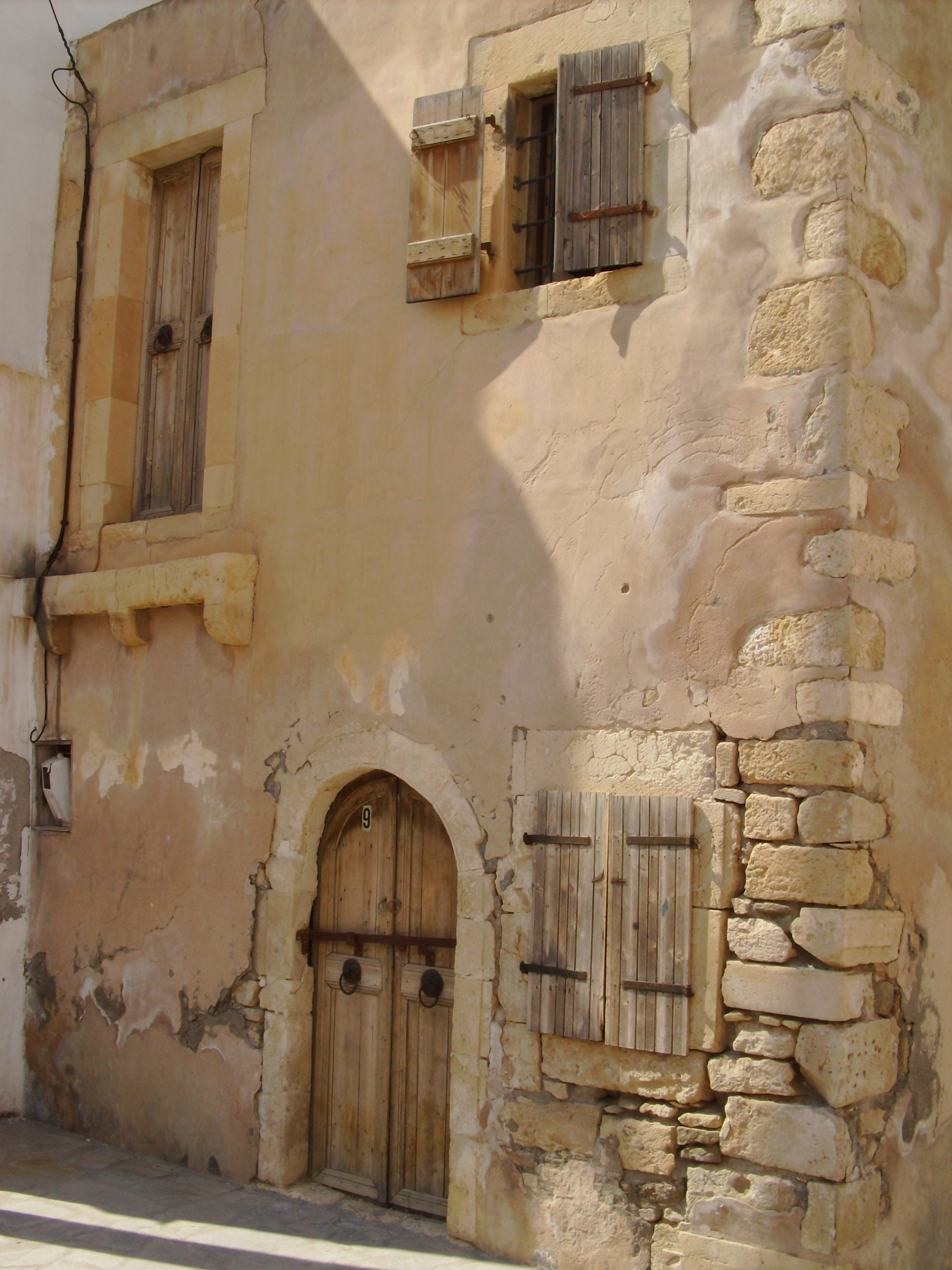
Casa de Napoleón.

Ierapetra ha tenido un lugar en la historia de Creta desde la Civilización minoica y la ciudad de Hierapitna estaba en el mismo sitio que ahora está Ierápetra. Su nombre, según fuentes antiguas, podría estar derivado del de una de las cumbres del monte Ida de Creta, llamada Pitna. Existía una tradición que decía que había sido fundada por Cirbante, uno de los Curetes. En la época Clásica Hierapitna se convirtió en la ciudad más importante del este de Creta. Más adelante, en el siglo III a. C., Hierapitna era notoria por su tendencia a la piratería. Participó en  la guerra cretense junto con otras ciudades cretenses aliándose con Filipo IV de Macedonia contra Cnosos y Rodas. En el año 140 a. C., participaron en una guerra en alianza con Gortina contra Cnosos y sus aliados, en la que los hierapitnios arrasaron la ciudad de Praso. Estrabón indica que una ciudad llamada Larisa situada en la llamada llanura Larisia estaba unida a Hierapitna.
Su importancia decayó cuando fue conquistada por los romanos en 67 a. C. y sobrepasada por la ciudad de Gortina. La conquista romana de Hierapitna ocurrió casi al mismo tiempo que la de Cnosos, Cidonia y Lato. El puerto romano puede todavía ser visto en la bahía baja. Aparece citada en la lista de 22 ciudades de Creta del geógrafo bizantino del siglo VI Hierocles. En el año 824 fue destruida por árabes invasores, pero se reconstruyó como base para los piratas otra vez.
En la época veneciana, del siglo XIII hasta el siglo XVII, Ierápetra - ahora conocida por su nombre actual - volvió a ser próspera otra vez. La fortaleza, construida en los años del dominio veneciano y consolidada por Francesco Morosini en 1626 para proteger el puerto, es un remanente de este período, aunque un mito local diga que fue construida por el pirata Genovese Pescatore en el año 1212. En julio de 1798,  Napoleón Bonaparte permaneció con una familia local en Ierápetra, después de la Batalla de las Pirámides de Egipto. La casa en donde permaneció puede todavía ser vista. En el período otomano fue construida una mezquita en la ciudad al lado de una escuela turca. Se convirtió en el museo local de antigüedades, cuya pieza central expuesta es una estatua bien preservada de Perséfone.

## Sitios de civilización minoica
- Gurniá, ciudad minoica en la bahía de Mirabello.
- Pirgos, entre Mirtos y Nea Mirtos.
- Vasilikí, cerca del pueblo.

## Turismo sostenible
En el año 2012 Ierápetra recibió el premio QualityCoast de oro por sus esfuerzos por convertirse en un destino turístico sostenible. Gracias a este premio Ierápetra ha sido seleccionada para ser incluida en el atlas global del turismo sostenible, DestiNet.

## Ierápetra en la cultura popular
- La famosa escena en la que Anthony Quinn baila Sirtaki en la película del año 1964 Zorba el Griego se preparó en la playa de Ierápetra.
- En la película del año 1994, Leyendas de pasión, Tristan Ludlow (Brad Pitt) retornando de viaje, regala un anillo desde Ierápetra a su futura esposa Isabela 2.
- Robert Graves en sus libros "Rey Jesús" y "El vellocino de oro" menciona a Ierápetra.
- Luis Sepúlveda menciona Ierápetra en la introducción de su libro "Mundo del fin del mundo".
- Roberto Ampuero menciona la ciudad en su libro "Pasiones griegas".